# День финской природы
День финской природы  — общегосударственный праздник в Финляндии, отмечаемый 31 августа (или в последнюю субботу августа) и посвящённый уникальности финской природы.

## История
Праздник установлен в Финляндии в 2013 году решением государственной власти. Главные торжества состоялись в природном парке Нууксио под Эспоо, где в научном центре Халтиа Министр окружающей среды Вилле Ниинистё выступил с особым приветствием.
В 2017 году принято решение о поднятии в этот день по всей стране в обязательном порядке государственного флага.